# Große Pest (Preußen)
Die Große Pest von 1709 bis 1711 war als Teil der Großen Pest von 1708 bis 1714 die folgenreichste Pestepidemie im Gebiet des Königreichs Preußen. Ein Drittel der Bevölkerung und die ganze Landwirtschaft fielen ihr zum Opfer. Die Seuche forderte auch im übrigen Ostseeraum, in Pommern, Schweden und im Baltikum, zahlreiche Opfer.

## Vorgeschichte
Schon Lucas David berichtete von großen Seuchen, bei denen die alten Prussen „das Ire gantz vorliessen“ und in die Wälder flüchteten. Pestepidemien gab es in den Jahren 1398, 1405 und 1416. 1352 starben bei der Pest in Königsberg 5.078 Menschen. 1529 forderte der Englische Schweiß in Königsberg und Ostpreußen 25.000 Tote. 1549 starben bei der Pest in Königsberg und Ostpreußen 15.000 Menschen. Trotzdem kam das Herzogtum Preußen im 16. und 17. Jahrhundert zu Ruhe und Wohlstand. Brachte schon der sog. Tatarensturm in den Jahren 1656/57 große Not, war die Pest zu Beginn des 18. Jahrhunderts die größte Heimsuchung. In den kalten und langen Wintern von 1706 bis 1708 war die Wintersaat erfroren, was zu Teuerung und Hungersnot führte und die Ausbreitung der Pest begünstigte. Der noch strengere Winter 1708/09 steigerte das Unglück. Die erste Schreckensbotschaft kam aus Pillupönen. Nach einer neuerlichen Missernte im Sommer 1709 breitete sich die Epidemie schnell aus. Unzureichende Isolierungsmaßnahmen, Unsauberkeit, Gleichgültigkeit und Aberglaube der Bevölkerung trugen dazu bei.

### Vergebliche Abwehr
1707 nahm die Seuche in Krakau und Warschau so schlimme Formen an, dass in Preußen die Maßnahmen gegen ihre Einschleppung verstärkt wurden. An der zu jener Zeit sehr durchlässigen Grenze wurden die Sicherungskräfte verdoppelt. Reisende aus Polen kamen in eine längere Quarantäne. Das Gepäck musste desinfiziert werden. Im Sommer 1708 wurde der Verkehr mit Polen ganz untersagt; bei Androhung der Todesstrafe durfte niemand über die Grenze kommen. Königsberg wurde völlig abgesperrt.
Man sah in verlausten Kleidern eine mögliche Ursache und ordnete deshalb an, dass Kleider, Wolle und Betten aus Polen beim Grenzübertritt zu verbrennen waren. Auch Briefe aus verseuchten Gebieten mussten ungeöffnet verbrannt werden. Die preußischen Bewohner sollten sich mit Lebensmitteln für vier bis sechs Monate versorgen, damit sie bei einer möglichen Absperrung benachbarter Gebiete genügend Verpflegung hatten. Die Sicherungsmaßnahmen gingen so weit, dass man Wege mit Verhauen oder Spanischen Reitern sperrte, Brücken – zum Beispiel über den Grenzfluss Scheschuppe – zerstörte und Wege durch Aufgraben unpassierbar machte. Trotz dieser Maßnahmen ließ sich nicht verhindern, dass die Pest auch in das Königreich Preußen einzog. Im August 1708 hatte sie sich bei Soldau im südlichen Masuren der Grenze genähert. Wenige Tage später überschritt sie bei Hohenstein (Ostpreußen) die preußische Grenze. Panisch flohen die Bewohner in die Wälder. Innerhalb von zwei Monaten starben in dem Städtchen 400 Menschen an der Pest. Hinzu kam der Jahrtausendwinter von 1708/1709, der im Jahr 1709 zur Missernte und zu einer Hungersnot führte.

### Folgen
Viele Dörfer wie Kellmienen verödeten binnen weniger Tage. Die Orte Nemmersdorf und Grünweiden sowie die an Gumbinnen grenzenden Siedlungen Johannlauken, Balerlauken und Luzellen verloren alle Einwohner. Wenn sie nicht an der Seuche gestorben waren, waren sie verhungert oder geflohen. Ihre Häuser, Scheunen und Ställe verfielen.
Von den 600.000 bis 700.000 Menschen im Königreich raffte die Pest 200.000 bis 250.000 dahin, mehr als ein Drittel der Bevölkerung. Im abgesperrten Königsberg starben 9.827 Menschen, ein Viertel der Einwohner. Die größten Opfer musste der Bezirk Gumbinnen bringen; vier Fünftel aller Todesfälle waren in diesem östlichsten Teil Preußens zu verzeichnen. 10.834 Bauernhöfe waren verödet, davon 8.411 in den Ämtern Insterburg, Ragnit, Tilsit und Memel. Daran den größten Anteil hatte das Amt Insterburg mit 4.620 Pestopfern. Die überlebenden Bauern waren ruiniert oder, wie im Kreise Gumbinnen, so gut wie völlig verschwunden. Handel und Gewerbe lagen darnieder.
Erst 1710 erlosch die Große Pest in Preußen. In seinen letzten Regierungsjahren initiierte König Friedrich I. das Rétablissement des Landes und siedelte schon 1709 Schweizer Kolonisten in Gumbinnen an. Sein Nachfolger Friedrich Wilhelm I. betrieb die Repeuplierung und den Wiederaufbau mit aller Kraft und holte im Jahre 1731 Salzburger Exulanten ins Land.